# メタラキシル
メタラキシル（英：Metalaxyl）は全身性アシルアラニン系殺菌剤である。化学名はN-(メトキシアセチル)-N-(2,6-キシリル)-DL-アラニン酸メチル。 多くの野菜でフハイカビの防除に、エンドウではフィトフトラの防除に使用できる。メタラキシルM は ISO の一般名であり、Ridomil Goldは光学的に純粋な (-) / D ・R 活性立体異性体の商品名で、メフェノキサムとしても知られている。
種子処理剤Apron XL LSの有効成分である。
この殺菌剤は耐性菌の問題に悩まされている。この殺菌薬はPhytophthora infestansに対して使用する目的で販売された。However, in the summer of 1980, in the Republic of Ireland, the crop was devastated by a potato blight epidemic after a resistant race of the oomycete appeared. その後、アイルランドの農業従事者たちは、会社を損害賠償請求訴訟を起こし、成功した。EU・英国の残留農薬上限は、オレンジで0.5mg/kg、リンゴで1.0mg/kgである要出典]。1998年時点で、フハイカビは当時最も効果的な殺菌剤であったメタラキシルに対する耐性を広く獲得していることが知られていた。1980年代からメフェノキサム、1984年からはメタラキシルに対する耐性が知られている。フハイカビの種により抵抗性・感受性に大きなばらつきがあり、完全に無効な種もある。

## 合成
メタラキシルの最初の合成は、Ciba Geigyが出願した特許で公開されている。
2,6-キシリジンを2-ブロモプロピオン酸メチルでアルキル化し、アラニン誘導体を得る。これをさらにメトキシ酢酸の酸クロリドと反応させると、ラセミ体のメタラキシルが得られる.。The homochiral, single-isomer version of the chemical, which retains all its fungicidal activity, has been manufactured.